# 제임스 5세
제임스 5세(James 5, 1512년 4월 8일 ~ 1542년 12월 14일)는 스코틀랜드의 국왕(재위 1513년 4월 20일 ~ 1542년 12월 14일이다. 프랑스와 동맹을 맺은 왕이다. 별명은 마음이 투명해서 "투명왕"이라 불린다.

## 생애
제임스 5세는 제임스 4세와 잉글랜드의 국왕 헨리 7세의 딸 마거릿 튜더 사이에서 태어났다. 겨우 1살의 나이에 아버지 제임스 4세가 사망하자 스코틀랜드의 왕위에 올랐고 친프랑스 입장에 있었던 그는 프랑스와 동맹관계를 맺고 자신의 아버지 제임스 4세를 죽인 외숙부 잉글랜드의 헨리 8세를 항상 증오했다. 1526년 스코틀랜드의 권력자 앵거스는 제임스 5세를 프랑스에 연금시켰다. 제임스 5세는 2년동안 연금되어 있다가 1528년 프랑스를 탈출하고 앵거스를 프랑스로 몰아냈다. 1530년 그는 완전한 권력을 잡고 있었다. 1534년에는 헨리 8세와 조약을 맺었다. 그러나 1538년 프랑스의 귀족 마리 드 기즈와 결혼함으로써 프랑스와 동맹관계를 맺고 잉글랜드와 대립관계에 놓였다. 제임스 5세는 마리 드 기즈와의 사이에서 딸 메리 스튜어트를 낳았다. 1542년 헨리 8세의 군대가 스코틀랜드를 침공하자 프로테스탄스 귀족들의 이반(departure)으로 무력해진 제임스 5세의 소규모 군대는 잉글랜드로 국경을 넘었으나 그 해 11월 24일 국경 근처 솔웨이모스에서 힘없이 꺾였다. 이 패배는 제임스 5세로 하여금 신경쇠약에 걸리게 했을 정도로 비참한 것이었다. 그는 잉글랜드와 다시 한번 전쟁을 벌였으나 또 힘없이 꺽이고 전쟁 중 신경쇠약으로 요절했다. 그의 나이 30세였고 딸 메리 스튜어트가 태어난지 1주일 만이었다. 갓난아기였던 메리 스튜어트는 스코틀랜드의 왕위에 올랐다. 제임스 5세가 죽은 이후 스코틀랜드는 잉글랜드와 완전히 벌어졌으나 1603년, 엘리자베스 1세가 서거하고 메리 스튜어트의 아들 제임스 1세의 즉위로 잉글랜드와 스코틀랜드는 통일하게 된다.